# دئوکسی آدنوزین تری فسفات
دئوکسی آدنوزین تری فسفات (به انگلیسی: Deoxyadenosine triphosphate) یا (dATP)  با فرمول شیمیایی C۱۰H۱۶N۵O۱۲P۳ یک نوکلئوزید تری‌فسفات با شناسه پاب‌کم ۱۵۹۹۳ است که جرم مولی آن ۴۹۱٫۱۸۱۶۲۳ می‌باشد. 